# Charlotte Sider
Pour les articles homonymes, voir Sider.
Charlotte Sider est une joueuse canadienne de beach-volley, née le 31 août 1992.

## Carrière
Elle remporte la médaille de bronze en 4x4 aux Jeux mondiaux de plage de 2019 à Doha